# 花嫁のれん (列車)
花嫁のれん（はなよめのれん）は、西日本旅客鉄道（JR西日本）およびIRいしかわ鉄道が七尾線とIRいしかわ鉄道線で運行している特別急行列車（観光列車）である。
本項目では、花嫁のれんをベースにした西日本ジェイアールバスの貸切バス「花嫁のれん 第二章」（はなよめのれん だいにしょう）についても記載する。

## 概要

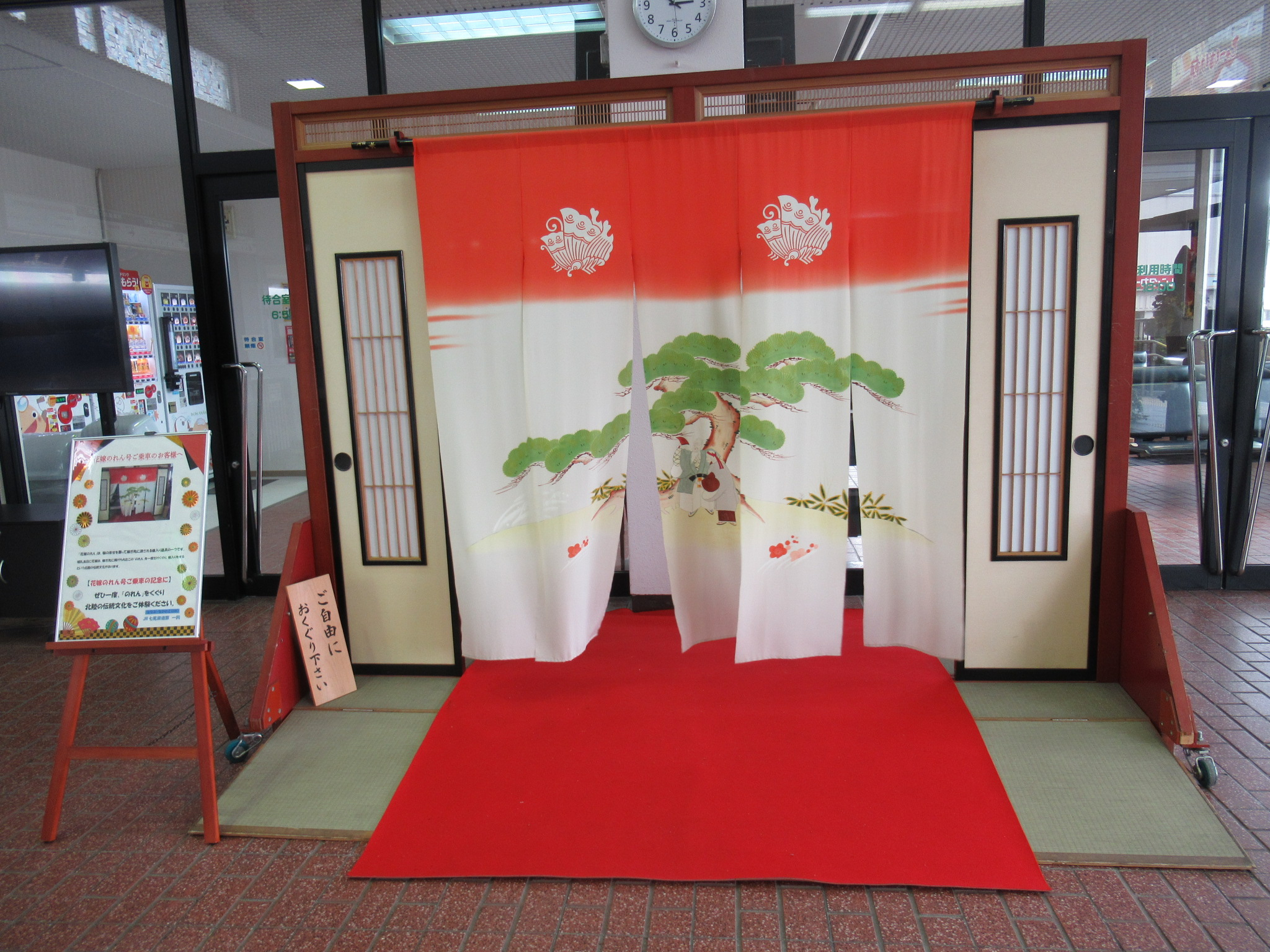
和倉温泉駅の「花嫁のれん」

当列車は、2015年（平成27年）10月より実施する北陸デスティネーションキャンペーンに合わせて、2015年（平成27年）10月3日より運行開始された。
設定目的は、同年3月14日の北陸新幹線延伸開業に伴う効果の最大化、持続・定着化、および地域全体への効果の波及を図り、北陸を代表とする観光列車とするためである。また、当列車内では伝統工芸品の展示、北陸ならでは食の提供、添乗サービスを行う。
2024年（令和4年）1月1日の能登半島地震発生以降、沿線地域の復興状況を考慮して運行を自粛。2025年（令和7年）3月7日より旅行会社のみ取り扱いによる団体専用臨時列車として運転を再開しているが、一般向けの運行は引き続き自粛している。

### 列車名の由来
当列車の愛称となった「花嫁のれん」は、娘夫婦の幸せを願って嫁ぎ先に渡される嫁入り道具の一つであり、婚礼当日に花嫁は嫁ぎ先に提げられた同のれんをくぐり嫁入りする。石川県を中心とした旧・加賀藩（加賀・能登・越中）の伝統文化である。
また、「花嫁のれん」に込められた幸せを願う思いにちなんで、当列車の利用者に幸せになって欲しいとの思いが込められている。

## 運行概況

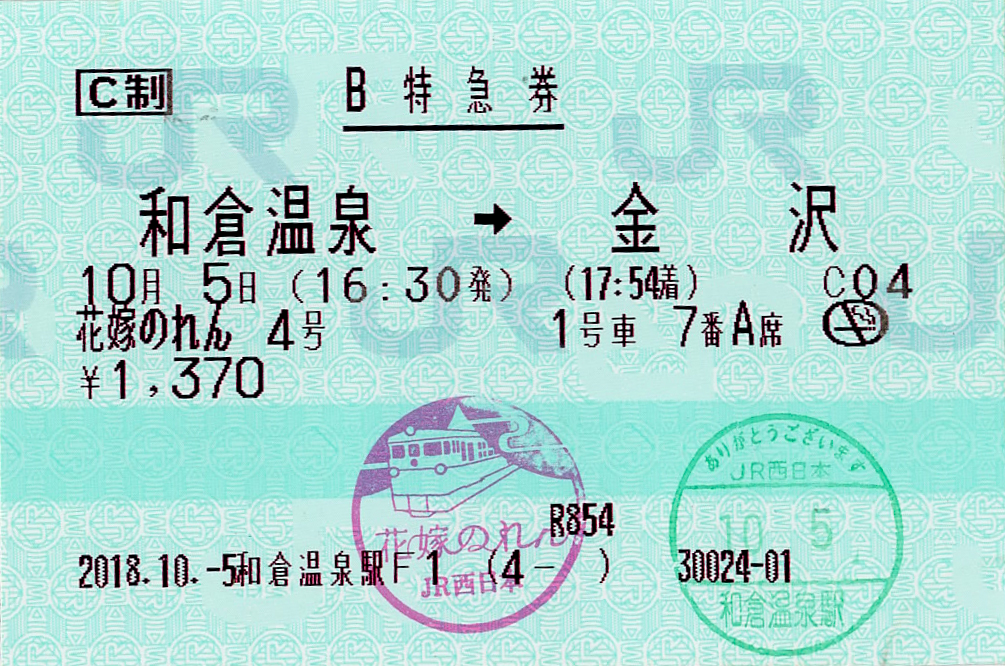
本列車のB特急券

座席は全席普通車指定席で、特急列車としてIRいしかわ鉄道線金沢駅 - 七尾線和倉温泉駅間を直通運転し2往復／日運行する。土休日、多客期を中心に年間約150日の運行を行なっている。2023年（令和5年）3月18日ダイヤ改正以降は、ワンマン運転となっている。
なお、和倉温泉駅では2015年（平成27年）4月29日から運行されているのと鉄道七尾線の観光列車「のと里山里海号」に接続する。
「花嫁のれん」のアテンダント（添乗員）として、和倉温泉の旅館「加賀屋」の社員1人と加賀屋で研修を受けた乗務員2人が乗車して、車内サービスを提供している。また、列車で提供される料理は加賀屋の総料理長が監修、スイーツは七尾市出身のパティシエ辻口博啓が監修したオリジナルスイーツが提供される。
各列車のサービスとして、2号では和軽食セット、1・3号ではスイーツセット、4号ではほろよいセットが提供される。利用には乗車日の4日前までに食事券を観光ナビ「tabiwa by WESTER」で購入しなければならない。購入は金沢 - 七尾・和倉温泉間を通して乗車することが条件である。2023年（令和5年）3月31日まではJR西日本・四国旅客鉄道（JR四国）のみどりの窓口、もしくは北海道旅客鉄道（JR北海道）管内を除く全国の旅行会社（東日本旅客鉄道〈JR東日本〉のびゅうプラザを含む）で食事券を購入する必要があった。

### 停車駅
金沢駅 - 羽咋駅 - 七尾駅 - 和倉温泉駅

### 使用車両
金沢車両区（2024年3月15日までは金沢総合車両所運用研修センター）所属のキハ48形2両（キハ48 4とキハ48 1004）を改造した専用車両を使用し、定員は52席である。デザインコンセプトは「和と美のおもてなし」を基にしており、デザイン担当は、近畿日本鉄道「しまかぜ」をデザインした山内陸平（監修）および井上昭二（デザイナー）と、山本俊治（クリエィティブ・アートデザイナー）である。
改造内容は下記の通りである。北陸本線・七尾線特急の乗車口の統一化に伴い、1号車と2号車の内装が最初に発表されたプレスリリース時と異なり入れ替わることになった 。
車体外観
金沢総合車両所において改造工事が行われ、車体前位側の客室扉の撤去と車体前面の貫通扉の埋め込み、前面上部の左右の前照灯と貫通扉上部の行先表示器の撤去が行われ、行先表示器があった部分の上部には、新たにLEDの前照灯が1つ設置されている。外装は北陸の伝統工芸である輪島塗り・加賀友禅・金沢金箔などの北陸の伝統工芸品をイメージしており、前面の貫通扉部分と側面の中間部分には加賀水引をイメージしたロゴマークが描かれており「和と美」を表現している。

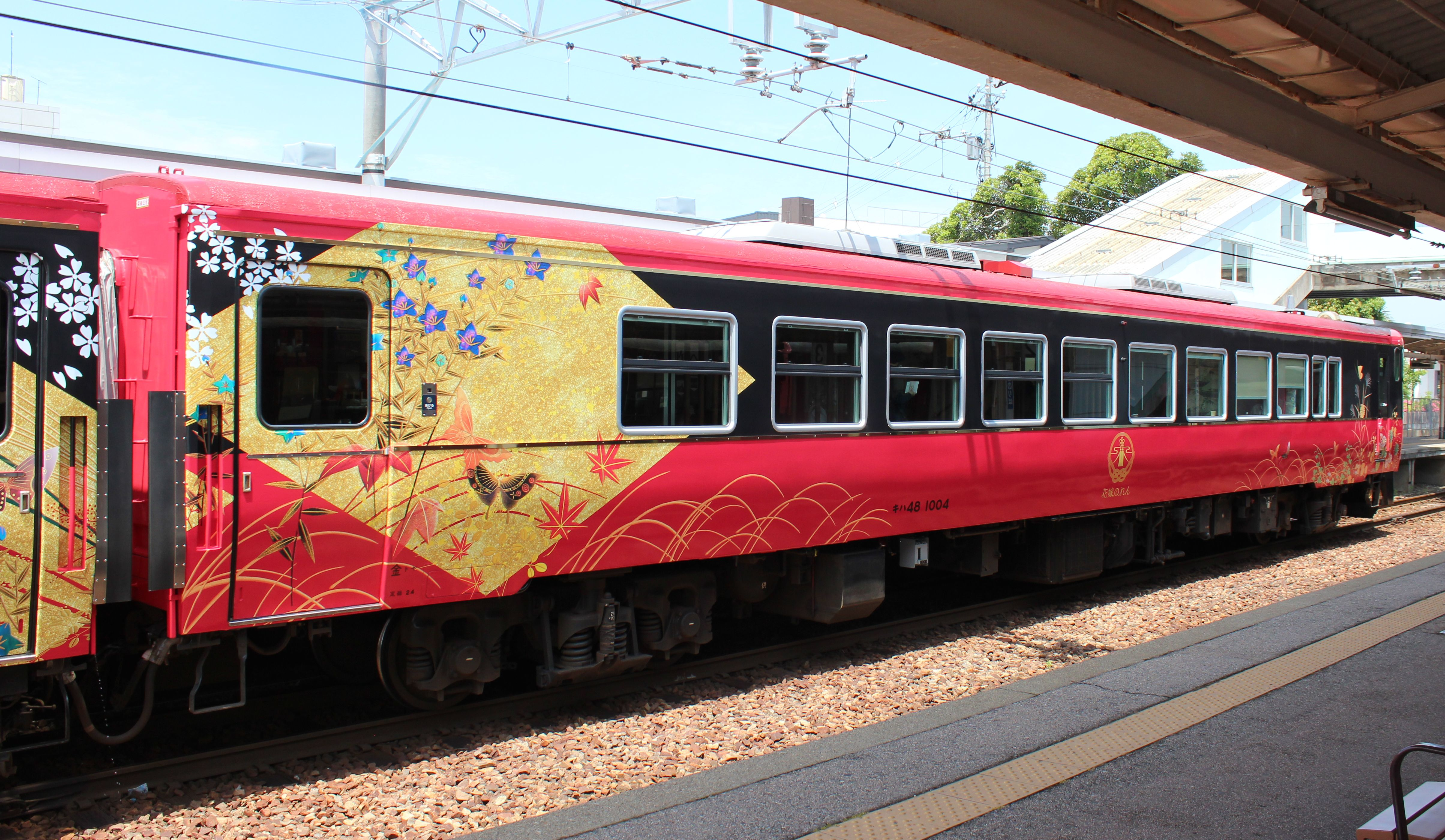
1号車（キハ48 1004）
- 定員：24席。
- 車内は北陸の温泉文化を表現。
- 和風の半個室を8つ（桜梅の間・撫子の間・扇絵の間・鉄線の間・菊の間・笹の間・錦秋の間・青の間）設置しており、その内の扇絵の間と笹の間には、3名分の回転式の腰掛を、鉄線の間と菊の間には、2名分の回転式の腰掛を採用している。また、通路には日本庭園の飛び石をイメージした絨毯を敷いており、友禅のオールドコレクションをあしらった空間としている。
- 車体後位側（乗車口付近）には、物販スペースが配置されており、客室側の側面は金沢金箔で装飾されている。ここでは、車内販売を行うほか、北陸の伝統工芸品の展示する棚を設置している。

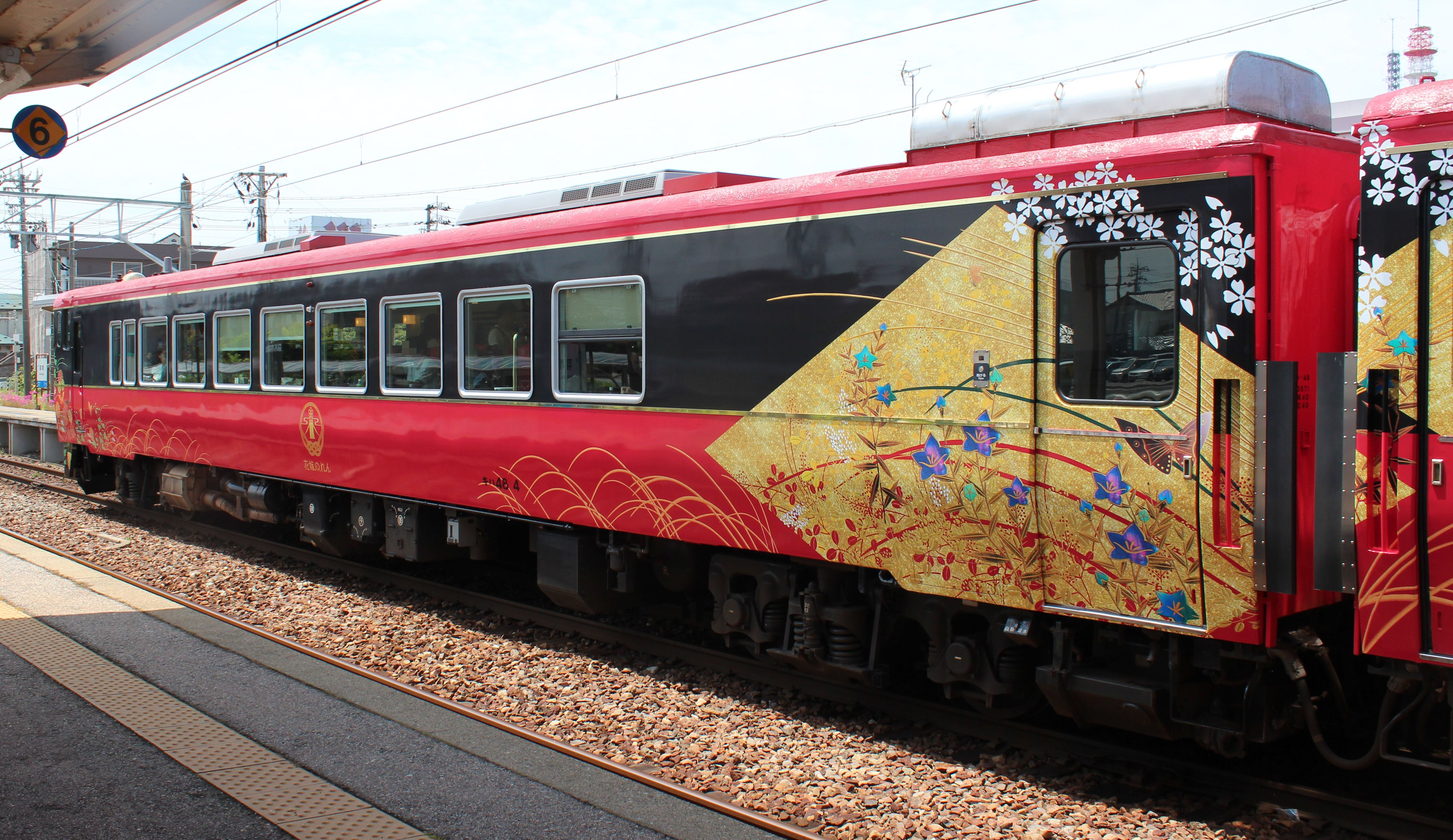
2号車（キハ48 4）
- 定員：28席。
- 車内は「和と美」をコンセプトに北陸の伝統文化を表現。
- 座席は、オープン座席としており、窓向きに設置された1人席の6名分、中央にテーブルを設置した対面2人席×3組の6名分と対面4人席×4組の16名分が設置されており、すべての座席が紅色の生地と背面の木の格子が特徴的なオリジナル回転椅子を使用している。
- 車内の妻壁（客室と乗務員室または出入口デッキを仕切る壁）の装飾には金沢金箔や輪島塗りを表現し装飾が表現されている。車内中央部には大型モニターが設置されたイベントスペースが配置されており、車体後位側（乗車口付近）には洗面台と車椅子に対応したトイレが設置されている。また、通路は流水イメージした絨毯を敷いており、天井の照明もそれをイメージしている。

## 花嫁のれん 第二章
花嫁のれん 第二章（はなよめのれん だいにしょう）は、西日本ジェイアールバスが2019年に導入した貸切バスで同年（平成31年）4月から運用している。列車の花嫁のれんが「第一章」に対して、バスが「第二章」と位置付けられている。列車を運行していない富山県や福井県への運用も予定している。
車両・外観・内装

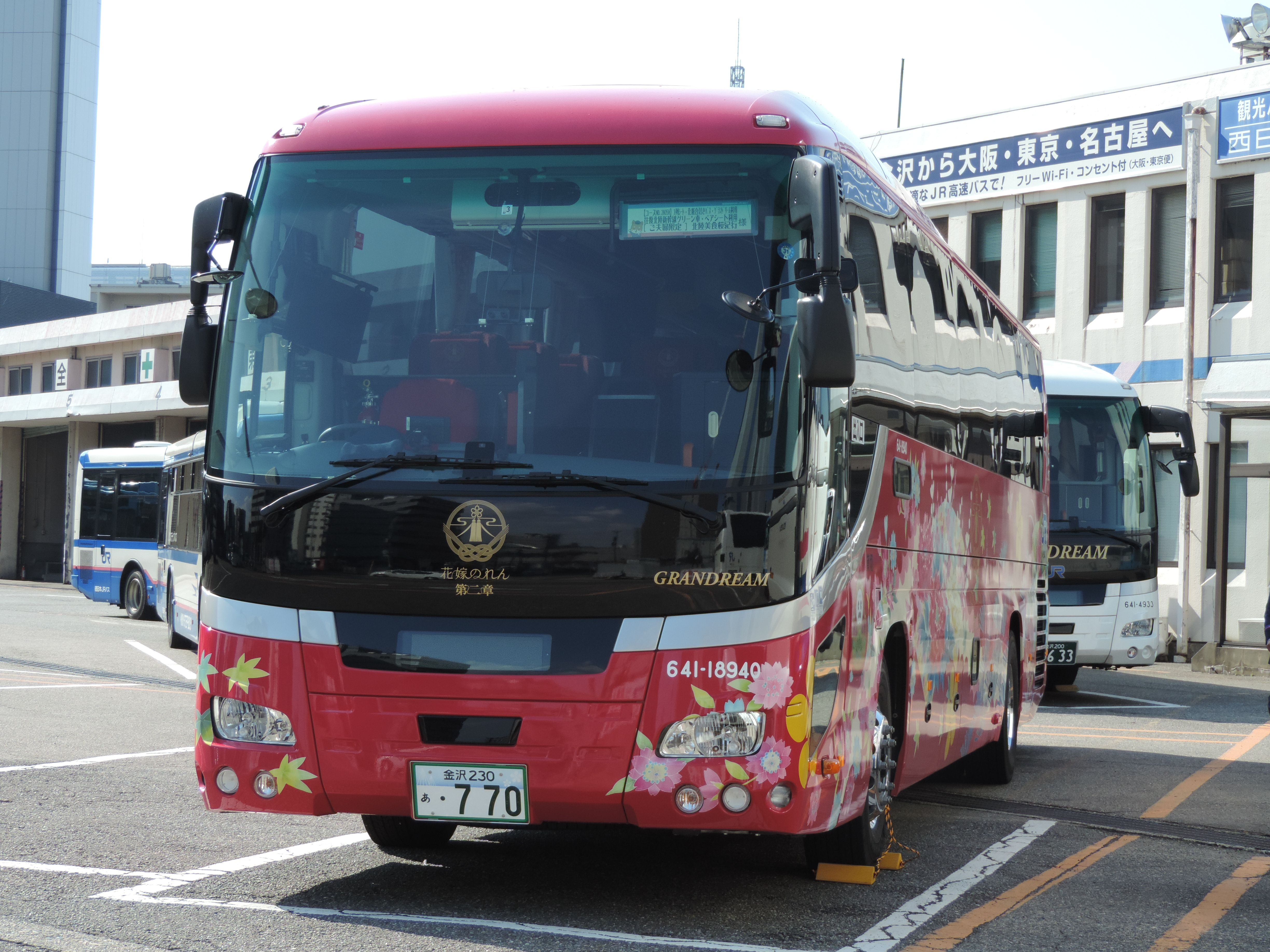
花嫁のれん 第二章
（いすゞ・ガーラ 2018年モデル）

車両は夜行高速バス「グランドリーム」をベースにしており、デザインは加賀友禅作家の毎田建治が手掛け、車両側面には石川県のマスコットキャラクター「ひゃくまんさん」も描かれている。車両ナンバーは花嫁のれんが発着する七尾市から「770」。
定員は28人で3列シート。座席はクレイドルシートを採用し、バス天井には成巽閣の群青の間をイメージした青色を配色している。また、各座席にコンセントを配置、トイレも完備している。
運用
原則として貸切での運用であるが、2019年（平成31年）4月27日から同年（令和元年）5月6日までは金沢 - 和倉温泉間の高速乗合バスとして1日2往復で運用された。また、2019年（令和元年）9月1日から金沢駅と気多大社（石川県羽咋市）を結ぶ無料のシャトルバスの運行を開始した。毎月1日に気多大社で行われる「ついたち結び」の際に運行され、途中妙成寺にも停車する。なお乗車には、事前に気多大社への申し込みが必要となる。